# بيلي ستايلز
بيلي ستايلز (بالإنجليزية: Billy Stiles) هو راعي البقر أمريكي، ولد في سبتمبر 1871 في كازا غراندي في الولايات المتحدة، وتوفي في 5 ديسمبر 1908 في مقاطعة هومبولت في الولايات المتحدة.